# Van Buren County, Arkansas
Van Buren County är ett administrativt område i delstaten Arkansas, USA. År 2010 hade countyt 17 295 invånare vid folkräkningen år 2000. Den administrativa huvudorten (county seat) är Clinton. 

## Geografi
Enligt United States Census Bureau så har countyt en total area på 1 875 km². 1 841 km² av den arean är land och 34 km² är vatten.

### Angränsande countyn
- Searcy County - nord
- Stone County - nordöst
- Cleburne County - öst
- Faulkner County - sydöst
- Conway County - sydväst
- Pope County - väst